# Мануела Леворато
Мануела Леворато (итал. Manuela Levorato; Доло, 16. март 1977) је италијанска атлетичарка специјалиста за спринт. Најуспешнија је у тркама на 100 и 200 метара.

## Каријера
Дебитовала је 1994. у својој седамнаестој години и те године је освојила титулу на 100 метара у Торину. Уследиле се јуниорске године и европска и светска такмичења, али није успела стићи до победничког постоља.
Године 1998. приближила се на једну стотинку италијанском рекорду на 100 метара који је пре годину дана у Милану поставила Ђада Галина (11,24 према рекорду 11,23), а поправила је италијански рекорд на 200 метара са временом од 22,86 (претходни рекорд је 1984 поставила Мариса Масуло са 22,88). Њена популарност расте поред резултата, и због њене атрактивности.
Следеће године на Европском првенству атлетских нада (до 23 године) у Гетеборгу, освојила је две златне медаље на 100 и 200 метара, оборивши националне рекорде у обе дисциплине, 100 м у полуфиналу 11,20, а на 200 м 22,68 у финалу. Рекорд на 200 м поправља у квалификацијама на Светском првенству у Севиљи 1999. на 22,60 сек.
Године 2000, после добре сезоне и добрих времена у три дисциплине 100 м (11,21 постигла два пута, за једну стотинку слабије од италијанског рекорда који исто држи), на 200 м (добих 22,89, уз рекорд од 36,30 на нестандардној дисциплини од 300 м, где је премашила рекорд Вирне де Анђели (37,36 ) и двоструки рекорд у штафети 4 х 100 м (43,60 а затим 43,44) због повреде није стартовала у трци на 200 метара на Олимпијским играма 2000. у Сиднеју.
На атлетском митингу у Лозани 2001. поставила је нови национални рекорд на 100 метара 11,14. Исте године на Медитеранским играма у Тунису била је друга на 100 м, да би на Светском првенству у Едмонтону дошла до полуфинала у обе дисциплине.
Највећи успех у досадашњој каријери остварила је на Европском првенству у Монаку 2002. када је у својим дисциплинама освојила две бронзане медаље, док је са штафетом Италије 4 х 100 м била шеста.
Следеће две године повреда Афилове тетиве спречила је да учествује у Светском купу 2003. и Олимипјаским играма 2004. у Атини.
Иако није била у савршеном физичком стању, учествовала је на Светском првенству 2005., без већег успеха јер је у трци на 100 метара испала у четвртфиналу. Следеће победе се опоравља од повреде и поново је позвана у националну штафету са којом побеђује на европском купу у Милану.
Остаје у другом стању и због рођења кћерке Ђулије није ишла на Олимпијске игре у Пекинг 2008.
Атлетици се вратила у лето 2009. Следеће године учествује не Европском екипном првенству у Бергену, а неколико дана касније, 30. јуна у Гросету, осваја своју 14 титулу италијанске атлетске првакиње..
На Европско првенство у дворани 2011. у Паризу такмичила се у дисциплини 60 м доспела до полуфинала.

## Победе на првенствима Италије
Мануела Леверато је на првенствима Италије освојила 14 титула
- 100 м на отвореном (1999, 2001, 2002, 2010)
- 200 м на отвореном (2001)
- 60 м у дворани (1998, 1999, 2000, 2002, 2003, 2004)
- 200 м у дворани (2002, 2003, 2004)

## Лични рекорди
- 100 м: 11,14 НР - Лозана 2001.
- 200 м: 22,60 НР - Севиља 1999.
- 150 м: 17,28 НР - Маркон 2003
- 300 м: 36,30 НР - Вијаређо 2000
- 400 м: 52,16 (7 резултат свих времена у Италији) - Милано 2002
- 60 м у дворани: 7,20 (стотинку слабије од НР 7,19 Мариза Масуло) - Маебаши 1999
- 200 м у дворани: 23,14 НР - Ђенова 2003